# てぃだ 〜太陽・風ぬ想い〜
『てぃだ 〜太陽・風ぬ想い〜』（てぃだ〜ティダ・カジぬウムい〜）は、2002年9月21日にビクターエンタテインメントから発売された夏川りみ初のフル・アルバム。

## 概説
前作『南風』から半年で発売された。前作同様、「涙そうそう」とカバー楽曲を多数含む。2007年9月27日に期間限定特別価格盤発売。

## 収録曲
編曲：京田誠一（3.9以外）吉川忠英（3.9）
1. 安里屋ユンタ（アサドヤユンタ）（4：05）[1]
  - 作詞：星克／沖縄民謡
2. 赤花ひとつ（5：25）[1]
  - 作詞・作曲：島袋優
3. ファムレウタ（子守唄）（4：19）[1]
  - 作詞：新良幸人／作曲：上地正昭
  - パーシャクラブのカバー。
4. 心のかたち（4：39）[1]
  - 作詞：岡本おさみ／作曲：吉川忠英
5. 島唄（5：17）[1]
  - 作詞・作曲：宮沢和史
  - THE BOOMのカバー。
6. 月の夜（3：35）[1]
  - 作詞：金城綾乃／作曲：Kiroro
  - Kiroroのカバー。
7. 楽園〜マカル・サリ〜（4：48）[1]
  - 作詞：葉山真理／作曲：京田誠一
8. 赤田首里殿内（アカタスンドゥンチ）（5：49）[1]
  - 沖縄民謡
9. 月のかほり（5：21）[1]
  - 作詞：葉山真理／作曲：惣領泰則
10. 芭蕉布（バショウフ）（4：38）[1]
  - 作詞：吉川安一／作曲：普久原恒勇
11. 涙そうそう（4：19）[1]
  - 作詞：森山良子／作曲：BEGIN